# Liga dos Campeões da EHF de 2012–13
A Liga dos Campeões da EHF de 2012–13 foi a 53º edição do principal torneio de clubes de handebol europeu, e o 20º edição do formato Liga dos Campeões da Europa de Handebol Masculino. Os alemães do HSV Hamburg conquistaram o torneio.